# Gastone Angelin
Gastone Angelin (Venezia, 29 gennaio 1930 – 23 ottobre 2018) è stato un politico e partigiano italiano.

## Biografia
Nasce in Giudecca da una famiglia operaia e fervente comunista. Nel 1944 si iscrive al Partito Comunista d'Italia in clandestinità e partecipa attivamente alla Resistenza.
Giovane apprendista falegname al termine del conflitto viene incaricato dal partito di ricostituire la Federazione Giovanile Comunisti Italiani nella provincia veneziana. Segretario dal 1949 al 1951, diventa sindacalista attivo nella CGIL braccianti. Consigliere provinciale dal 1965 al 1970, contemporaneamente e fino al 1980 è consigliere comunale della sua città natale. Segretario della federazione comunista di Venezia dal 1971, viene eletto al Senato dal 1979 al 1987.
A seguito della svolta della Bolognina del 1989 si allontana dalla politica attiva.